# Ивасе
Ивасе (яп. 岩瀬郡 Ивасе-гун) уезд расположен в префектуре Фукусима, Япония.
По оценкам на 1 апреля 2017 года, население составляет 17,890 человек, площадь 256.82 км², плотность 69.7 человек / км². 

## Посёлки и сёла
- Кагамииси
- Тэнъэй

## Слияния
- 1 апреля 2005 года посёлок Наганумо и село и Ивасе, слились в город Нихоммацу.